# カスパリー線
カスパリー線（カスパリーせん）とは、植物の内皮の放射方向と横断方向の細胞壁に存在する、脂質からなる帯状の構造である。水や水に溶けた物質の受動的な流動を制限し、中心柱への流入を防ぐ。ロバート・カスパリーによって発見された。

## 概要

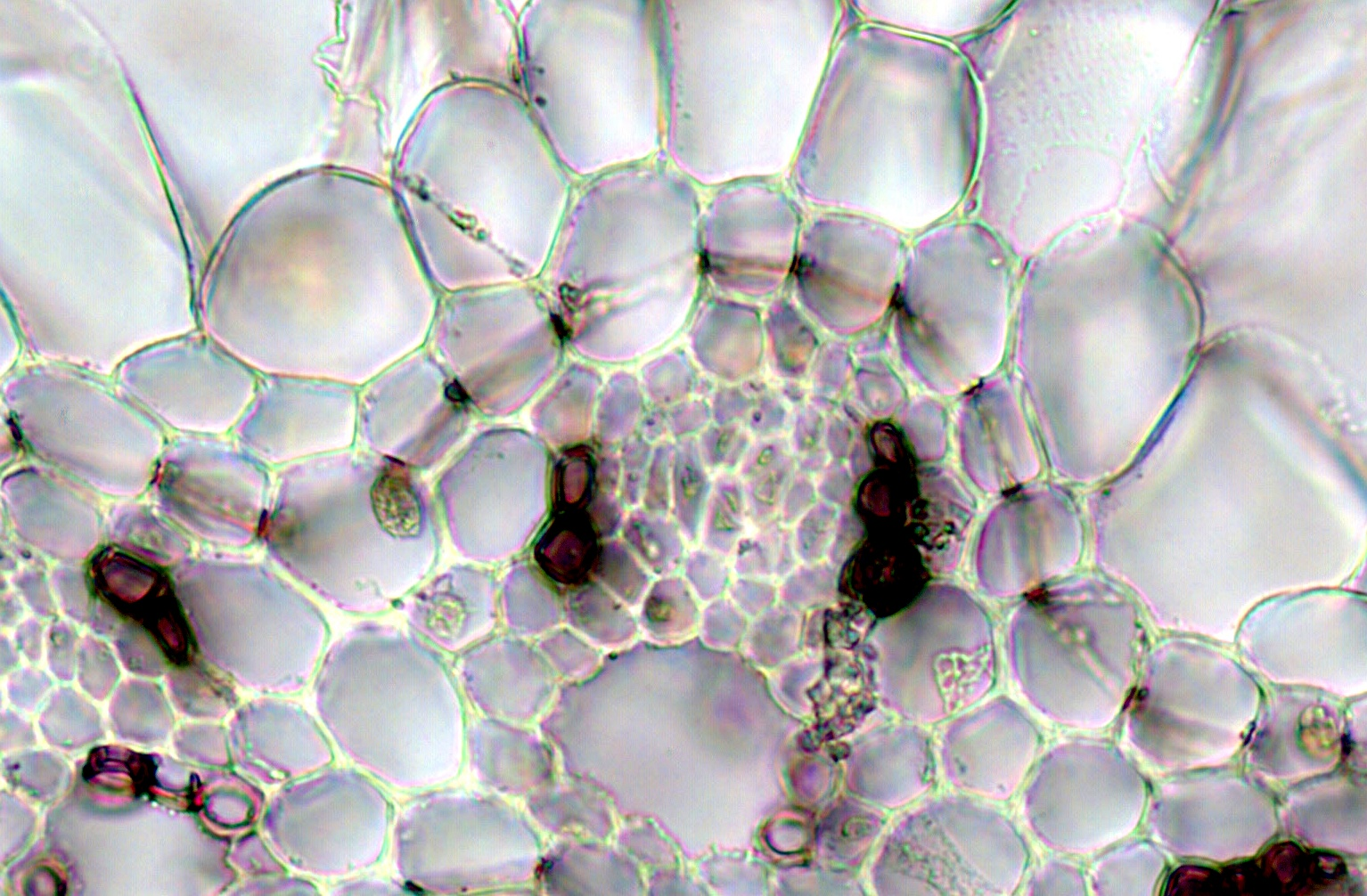
カスパリー線の見られる内皮 (世界最大のトクサエキセタム・ギガンテウム)

カスパリー線は細胞の形成初期に作られ、一次壁の一部である。幅はさまざまで、厚みは概ね細胞壁そのものより薄い。根の中心を向いた面の細胞壁に見られることが多い。カスパリー線はリグニンまたはスベリン、あるいはその両方からなるとされる
。
初めに比較的低分子量のフェノール類と不飽和脂肪酸が、極性を持って放射状の細胞壁の間の中間ラメラにたまり、一部が酸化されたフィルムを構成する。一次壁の内側はやがてそれらの物質に覆われて厚みを増す。それにより、細胞壁の超微視的な毛細管がブロックされると推測される。
内皮細胞の細胞質はカスパリー線に強固に接着されており、ふつうプロトプラストの作成に用いられているような試薬で細胞を処理しても、細胞質をカスパリー線から引き剥がすことは容易ではない。したがって、カスパリー線はアポプラスト経由の物質の移動を阻害し、代わりに選択的透過性のある細胞膜を経由させるためのバリアのような役割を果たしていると考えられる。
カスパリー線は外皮の求心的な成長が完了した後で形成される。このレベルの根では、維管束の中での一次木部の道管の形成はおおむね終わっている。二次木部を持つ裸子植物や被子植物では、ふつう根はカスパリー線を持つもの以外の内皮を形成しない。こうした植物の多くでは後に内皮は外皮とともに捨て去られ、代わりに内鞘から周皮が形成される。周皮が表層近くにあり外皮が維持される場合には、内皮は引き伸ばされるか、壊されるか、あるいは放射方向への垂層分裂を続けて木部の肥大とともに成長し、新しい細胞でも古い細胞と一続きになるカスパリー線を形成する。
二次木部を形成しない場合（単子葉植物のほとんどと少数の真性双子葉植物）、内皮はふつう細胞壁を変化させる。カスパリー線のみが存在する最初のステージの他に、2つの生育段階があるとされる。2段階目では、スベリンの薄層が細胞壁の内側の全面を覆い、カスパリー線を細胞質から引き離す。3段階目では、厚いセルロースの層がスベリン層の上に形成される。しばしばそれは、主に根の内側を向いた細胞壁で起こる。この厚い層も、最初のカスパリー線が存在する細胞壁と同様にリグニン化されることがある。この層はくぼみを持っていることがある。これらの一連の内皮の細胞壁の成長は、単子葉植物では顕著に見られる。双子葉植物では2段階目と3段階目の区別が曖昧である場合があり。種子植物以外の維管束植物では内皮の形成はスベリン層の形成で終わる。
カスパリー線をもつ内皮の形成と細胞壁の変化は、気根でも起こる
。

## 引用文献・参考文献
1. ↑  Van Fleet, D. S. (1961). “Histochemistry and function of the endodermis”. Botanical Review 27 (2):  165–220. doi:10.1007/BF02860082.
2. ↑  Frey-Wyssling, A.; H. H. Bosshard (1959). Cytology of the Ray Cells in Sapwood and Heartwood. Cram
3. ↑  von Guttenberg, H. (1943). Die physiologischen Scheiden. Borntraeger
4. ↑  （Guttenberg, 1943）
5. ↑  OGURA, Y. (1938). “Problems in morphology (13)”. Bot. And Zool 6:  139–148.
6. ↑  Napp-Zinn, A. F. (1953). 100 Jahre Köln-düsseldorfer Rheindampfschiffahrt: Insbesondere Zerstörung und Wiederaufbau 1939-1953. Köln-Düsseldorfer Rheindampfshiffahrt

- Esau, Katherine (1965). Plant Anatomy. John Wiley & Sons. p. 767